# Кімура Кокіті
Кімура Кокіті (яп. 木村浩吉, нар. 12 липня 1985, Айті) — японський футболіст, що грав на позиції нападника.

## Клубна кар'єра
Протягом 1985–1991 років грав за команду Ніссан Моторс.

## Тренерська кар'єра
У 2008—2009 роках він керував тренерським штабом команди, в якій провів свою ігрову кар'єру, яка на той час вже носила назву «Йокогама Ф. Марінос». 
У 2012—2014 роках Кімура був тренером збірної Лаосу.